# Episodi de L'ispettore Dalgliesh (terza stagione)
La terza stagione della serie televisiva L'ispettore Dalgliesh, composta da 6 episodi, è stata trasmessa in prima visione assoluta nel Regno Unito da Channel 5 dal 5 al 20 dicembre 2024.
In Italia è stata trasmessa in prima visione da Giallo dal 18 marzo al 1º aprile 2025.
| nº | Titolo originale     | Titolo italiano                             | Prima TV UK      | Prima TV Italia |
| -- | -------------------- | ------------------------------------------- | ---------------- | --------------- |
| 1  | Death in Holy Orders | Morte in seminario                          | 5 dicembre 2024  | 18 marzo 2025   |
| 2  | Death in Holy Orders | Morte in seminario                          | 6 dicembre 2024  | 18 marzo 2025   |
| 3  | Cover Her Face       | Copritele il volto                          | 12 dicembre 2024 | 25 marzo 2025   |
| 4  | Cover Her Face       | Copritele il volto                          | 13 dicembre 2024 | 25 marzo 2025   |
| 5  | Devices and Desires  | Una notte di luna per l'ispettore Dalgliesh | 19 dicembre 2024 | 1º aprile 2025  |
| 6  | Devices and Desires  | Una notte di luna per l'ispettore Dalgliesh | 20 dicembre 2024 | 1º aprile 2025  |

## Morte in seminario
- Titolo originale: Death in Holy Orders
- Diretto da: Geoffrey Sax
- Scritto da: Collette Kane e Helen Edmundson

### Trama
Dalgliesh viene chiamato a investigare sulla morte sospetta di un seminarista presso il St. Anselm's Theological College sulla costa del Suffolk. Mentre inizialmente sembra un tragico incidente, ulteriori indagini rivelano tensioni tra il personale del college e segreti nascosti. La situazione si complica ulteriormente con l'omicidio di un membro del personale, costringendo Dalgliesh a confrontarsi con questioni di fede, potere e corruzione all'interno dell'istituzione religiosa.

## Copritele il volto
- Titolo originale: Cover Her Face
- Diretto da: Bertie Carvel
- Scritto da: Kam Odedra e Helen Edmundson

### Trama
La domestica Sally Jupp viene trovata strangolata nella sua stanza nella tenuta dei Mehta, facoltosa famiglia originaria dell'India. Sally, giovane madre nubile, aveva suscitato tensioni all'interno della famiglia, specialmente dopo che Krishna Mehta le aveva chiesto di sposarlo. Dalgliesh deve districare una rete di gelosie, segreti familiari e pregiudizi sociali per scoprire l'assassino.

## Una notte di luna per l'ispettore Dalgliesh
- Titolo originale: Devices and Desires
- Diretto da: Roger Goldby
- Scritto da: Helen Edmundson

### Trama
Durante una vacanza nella tranquilla costa del Norfolk, Dalgliesh si trova coinvolto in una serie di omicidi attribuiti a un serial killer noto come il "Whistler". Quando una delle vittime viene trovata vicino alla centrale nucleare locale, le indagini portano alla luce conflitti tra attivisti anti-nucleari, il personale della centrale e gli abitanti del villaggio. Dalgliesh deve navigare tra questi complessi intrecci per fermare l'assassino.